# Eperheide
Eperheide (Limburgs: De Ieëperhei) is een buurtschap van Epen en ligt in het Heuvelland en maakt deel uit van de gemeente Gulpen-Wittem. Het bestaat uit een zestigtal boerderijen en huizen die circa 140 mensen huisvesten.
In het begin van de 20e eeuw was hier nog heide en grasland en bestond uit weinig vruchtbaar zand. Door de vroegere eigenaren zijn, om economische redenen, naaldbomen, lariks en fijnsparren geplant. Door een storm en een insectenplaag heeft zich in 1995 een open plek van circa 1 hectare gevormd waar al vrij snel zich een heidelandschap ontwikkelde. Deze heide wordt in stand gehouden door een kudde schapen en uitgebreid tot 2 hectare.
In het noordwesten ligt het bosgebied van De Molt, in het zuiden het Onderste Bosch.
In de buurtschap staat aan het pleintje het Mariabeeld.

## Vakwerkgebouwen in Eperheide
In Eperheide staan negen vakwerkboerderijen en -huizen die een rijksmonument zijn.

De vakwerkgebouwen van Eperheide
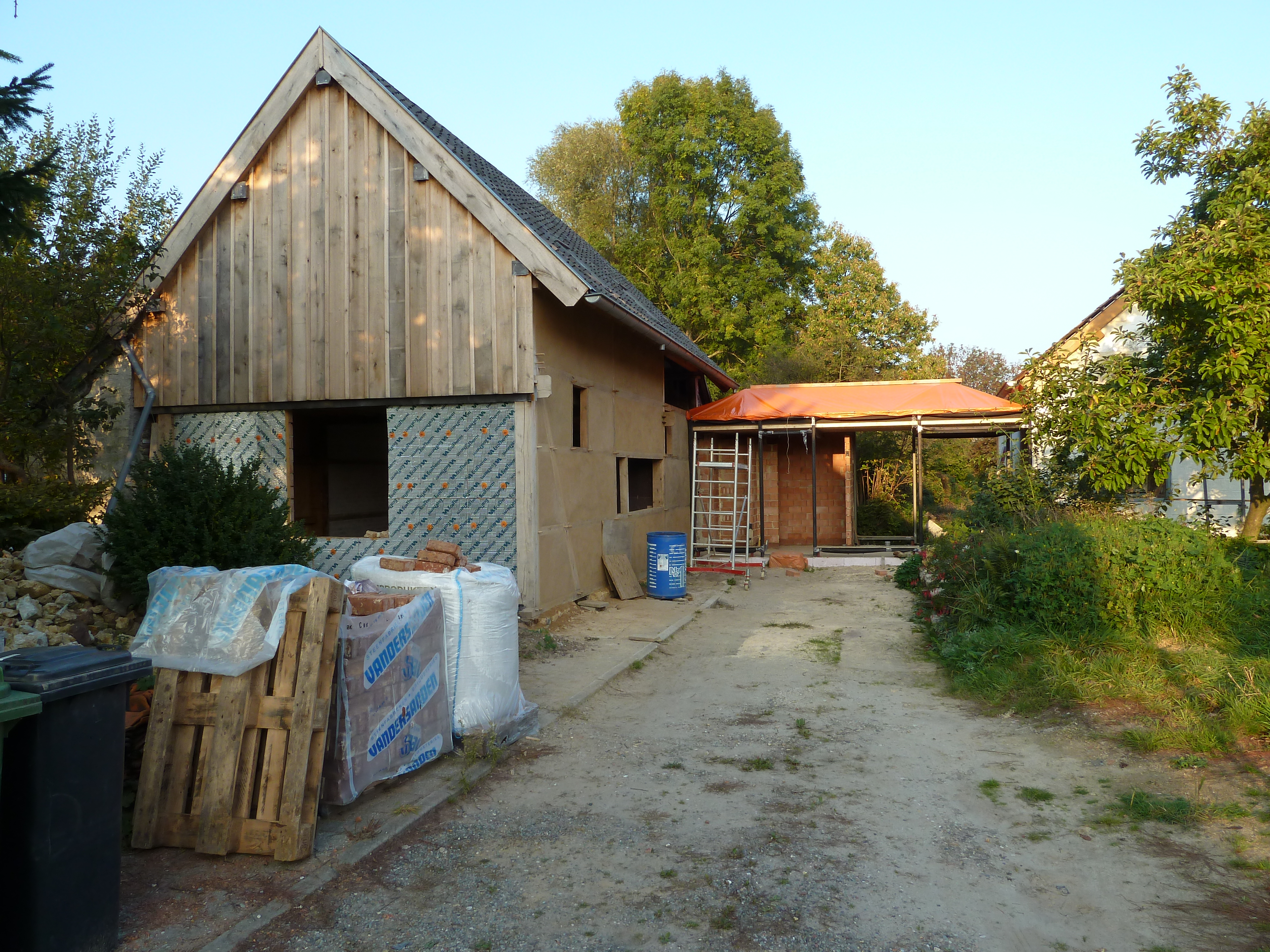
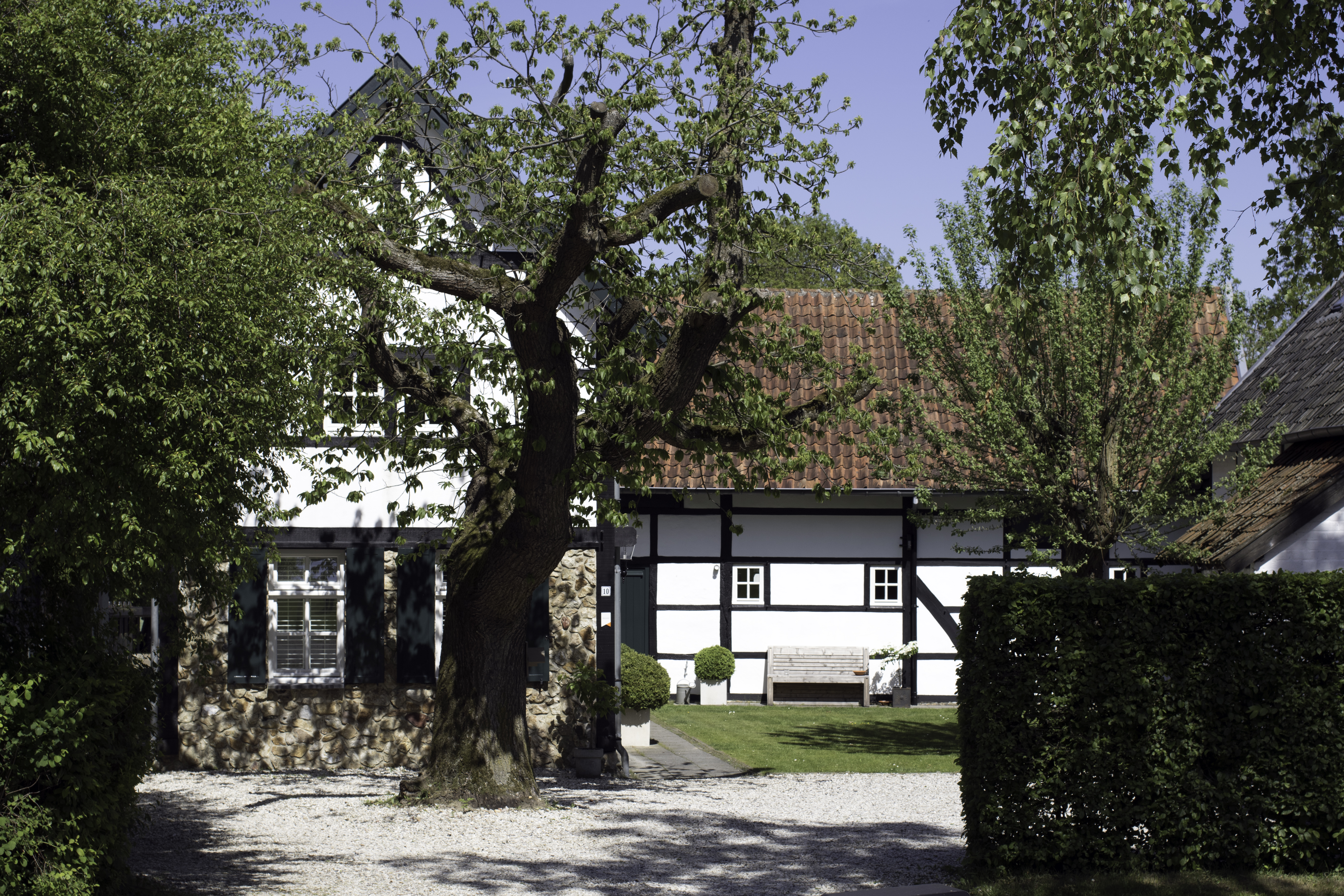
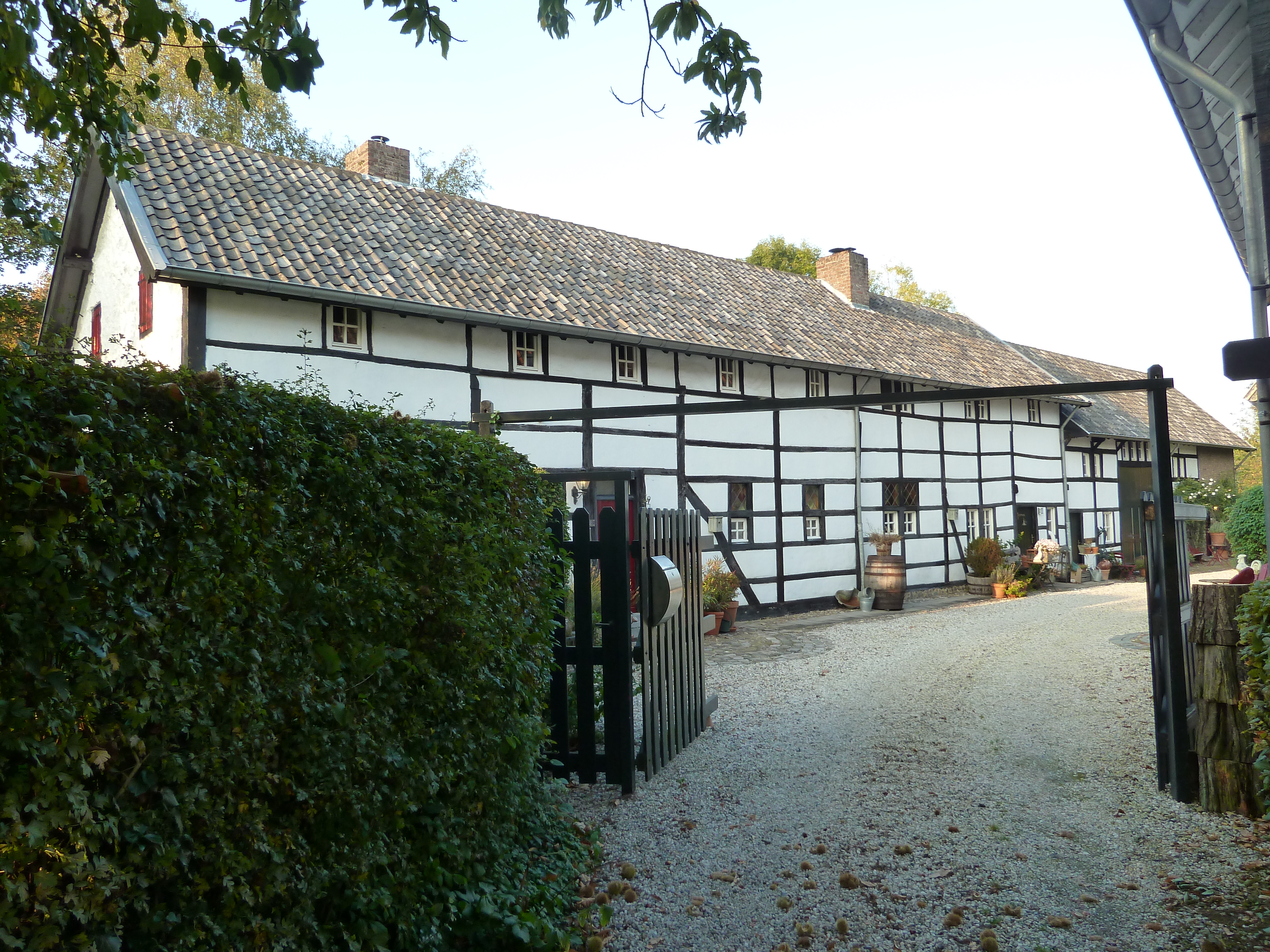
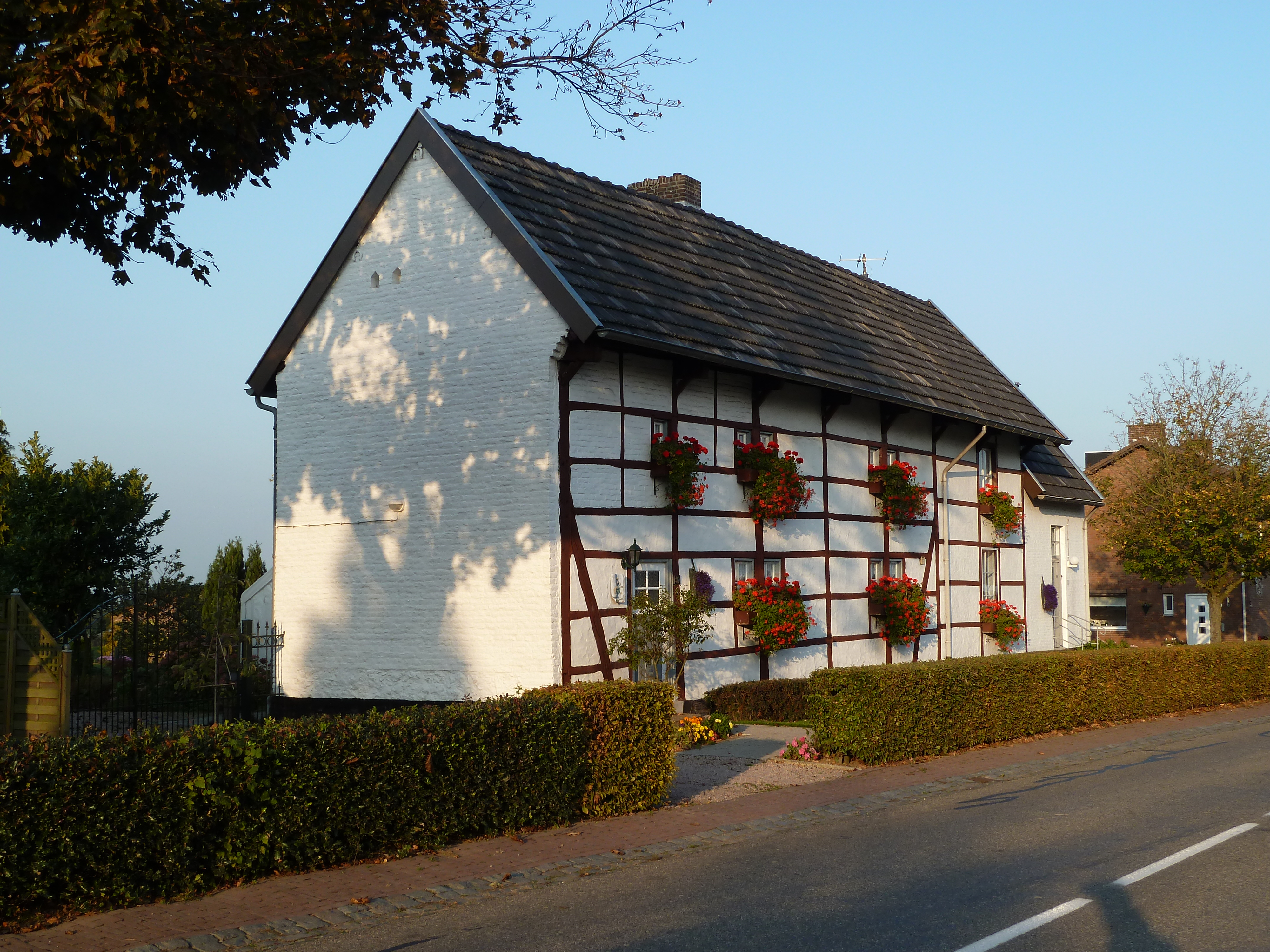
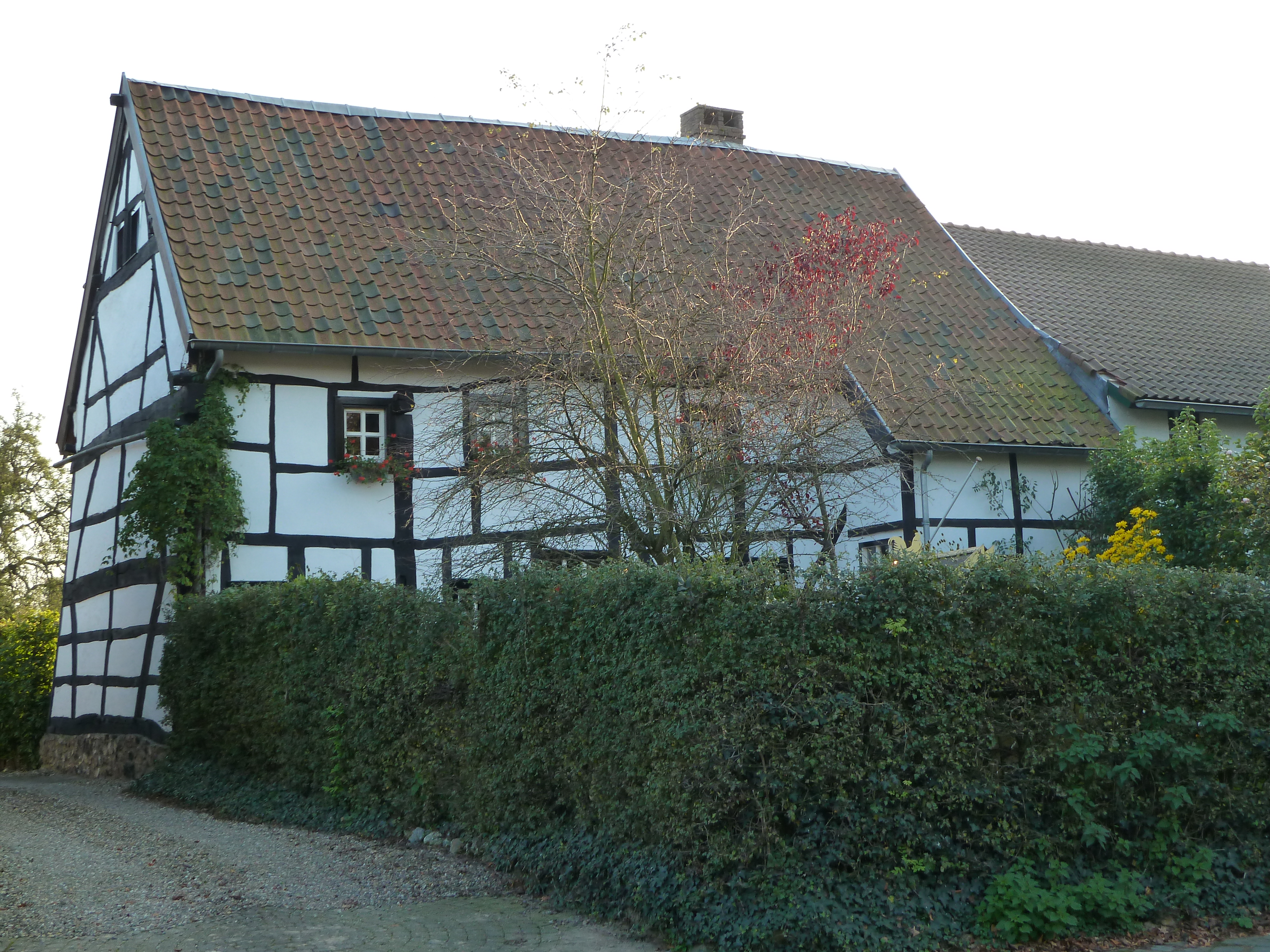
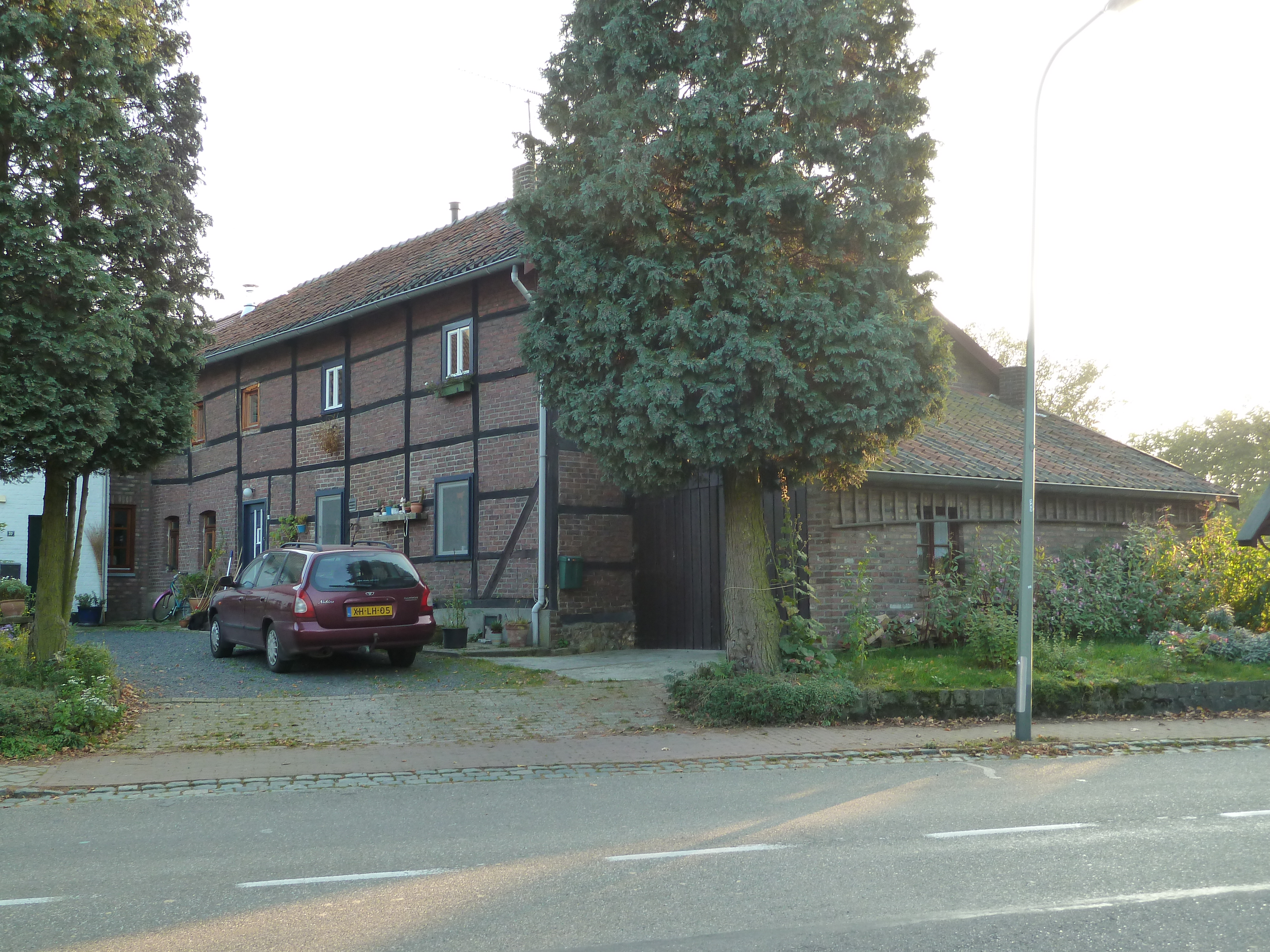
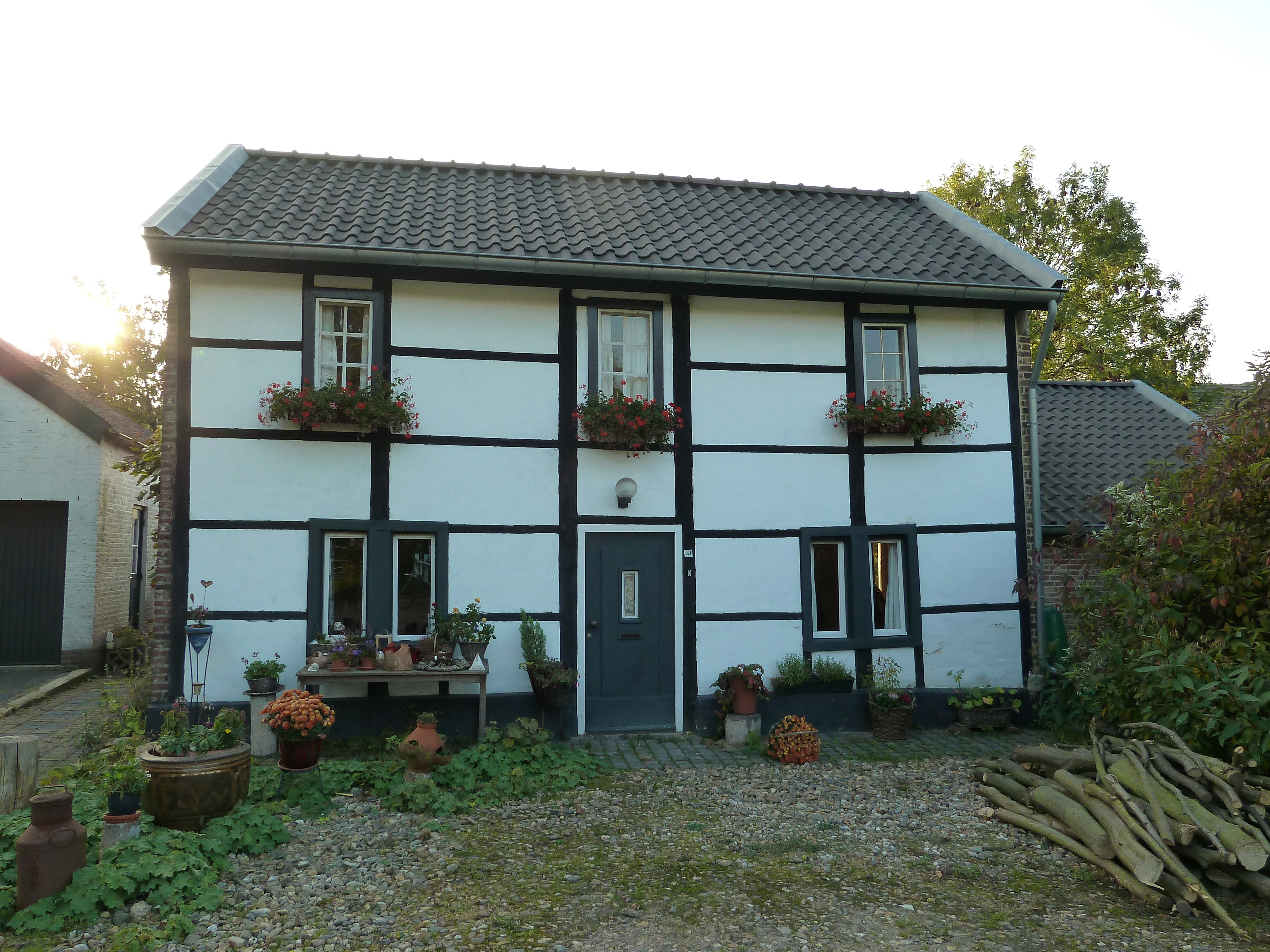
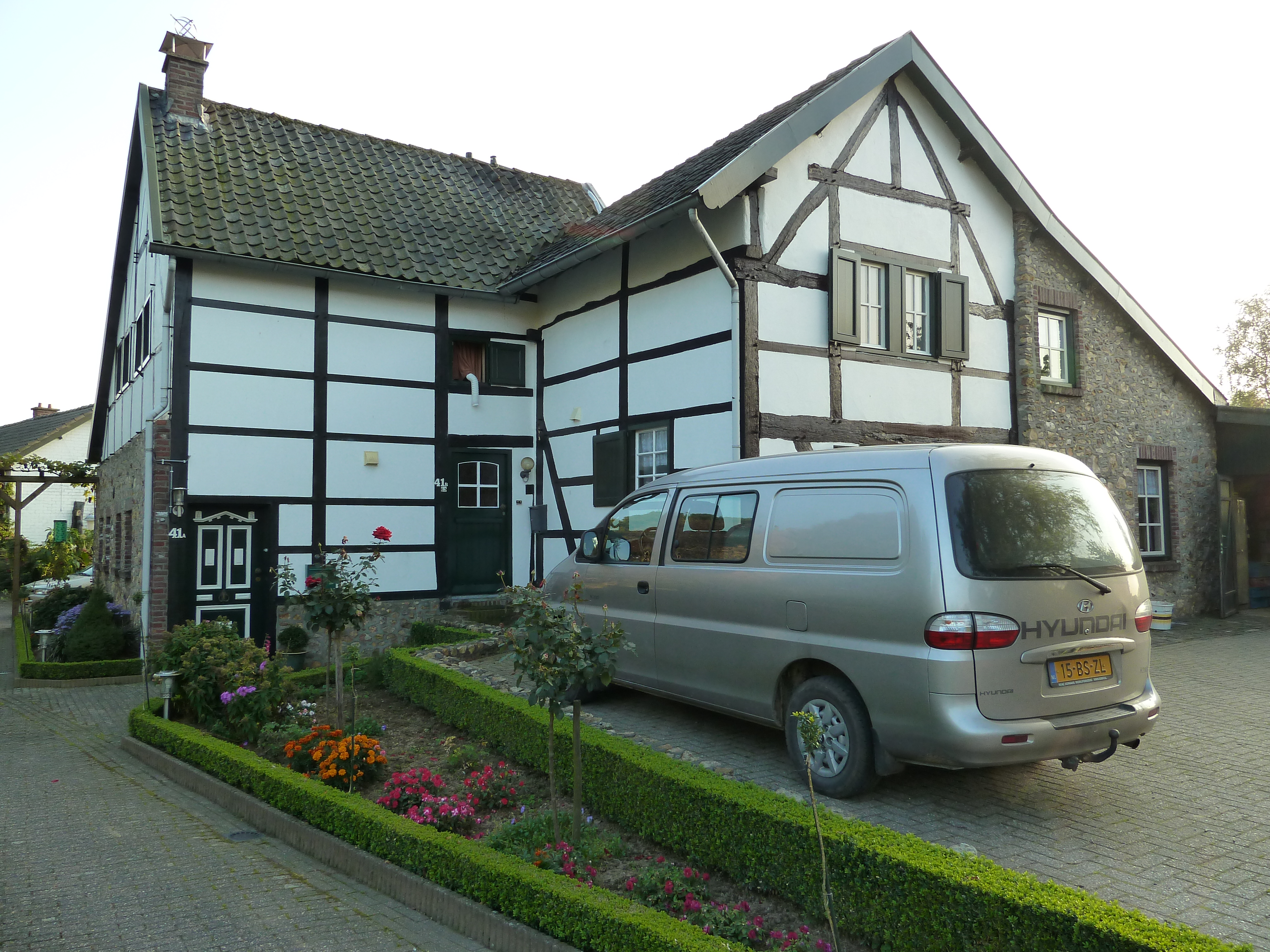
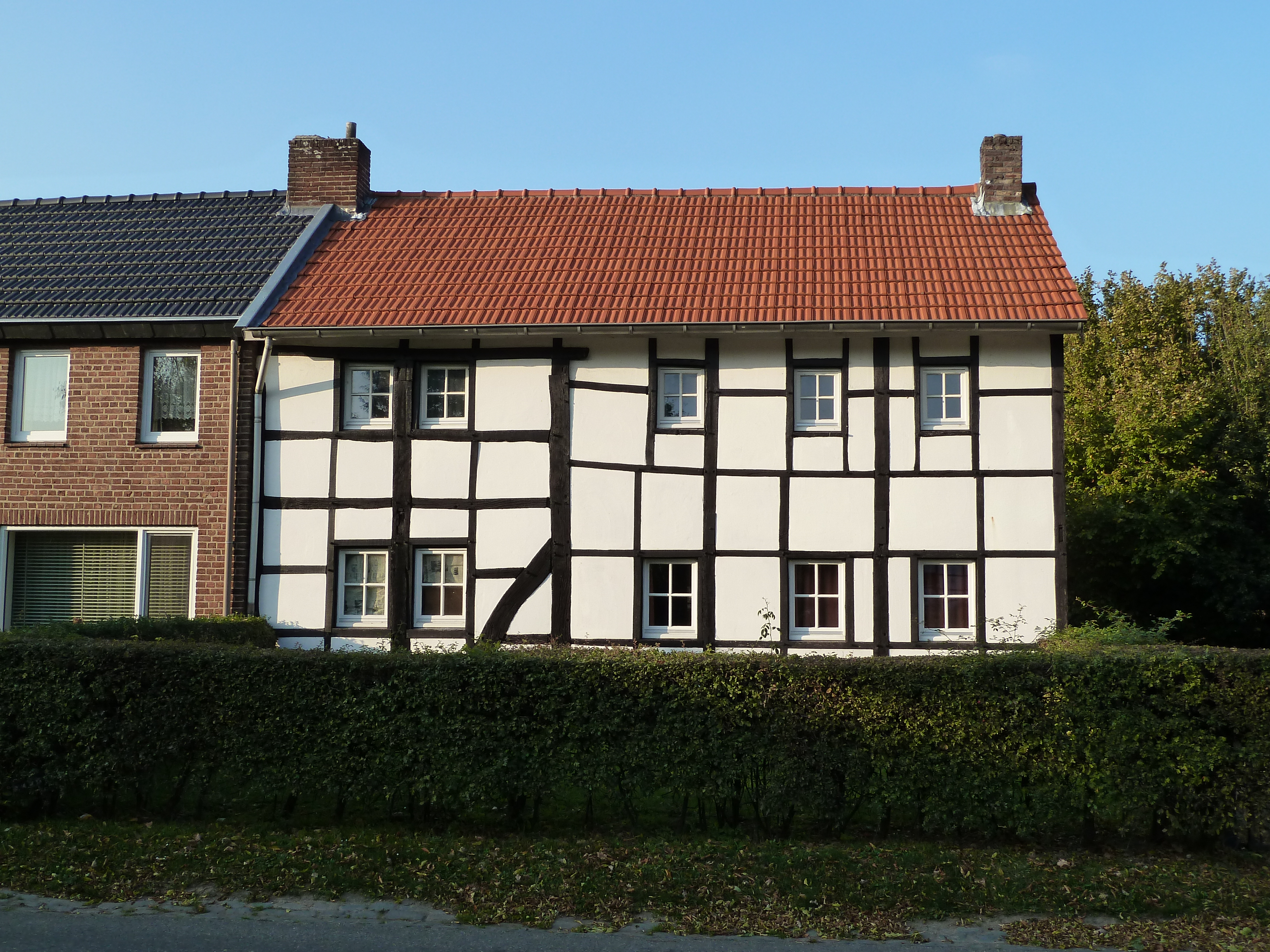

## Zie ook

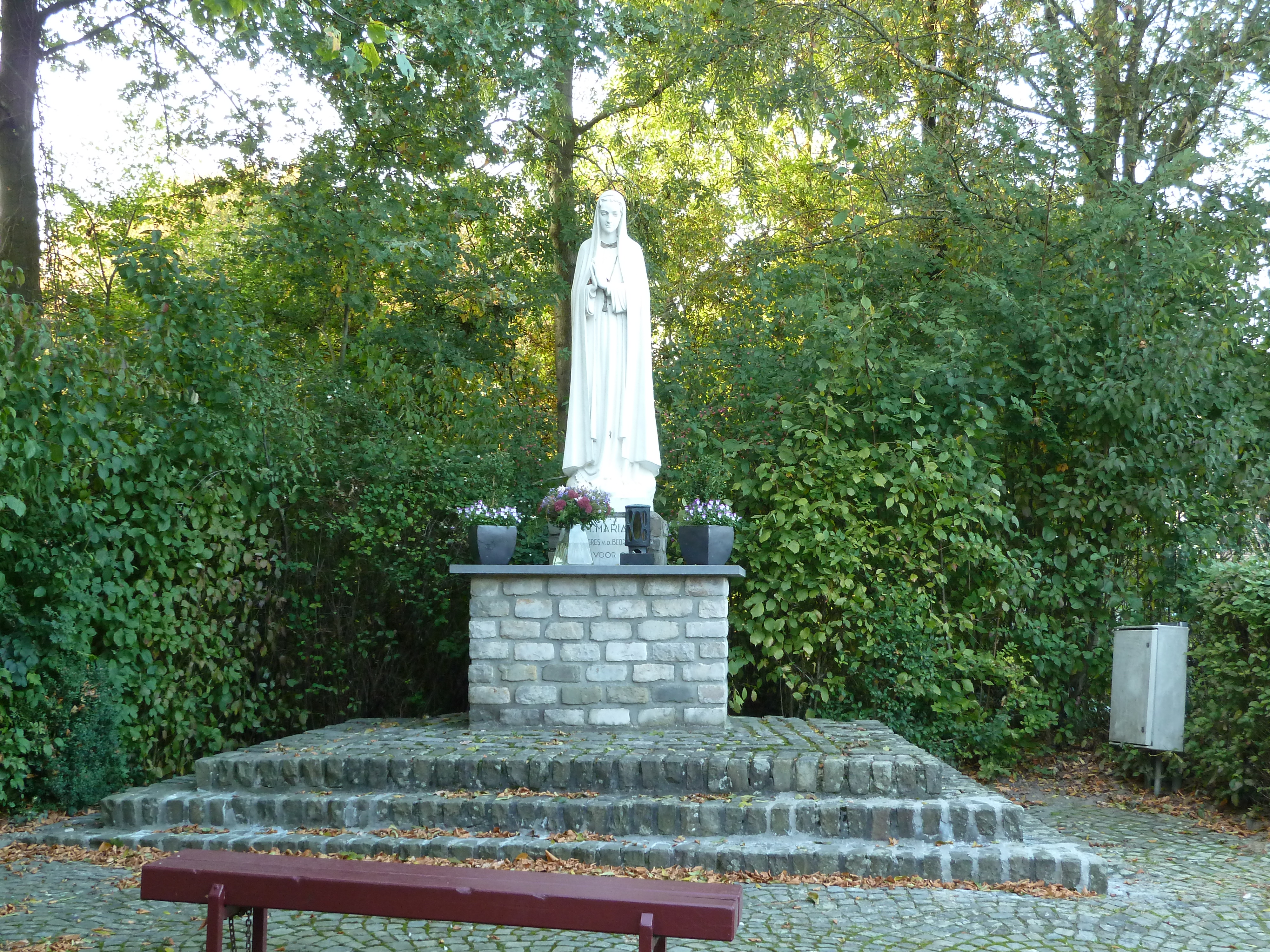
Mariabeeld bij kruispunt Beatrixweg-Julianastraat
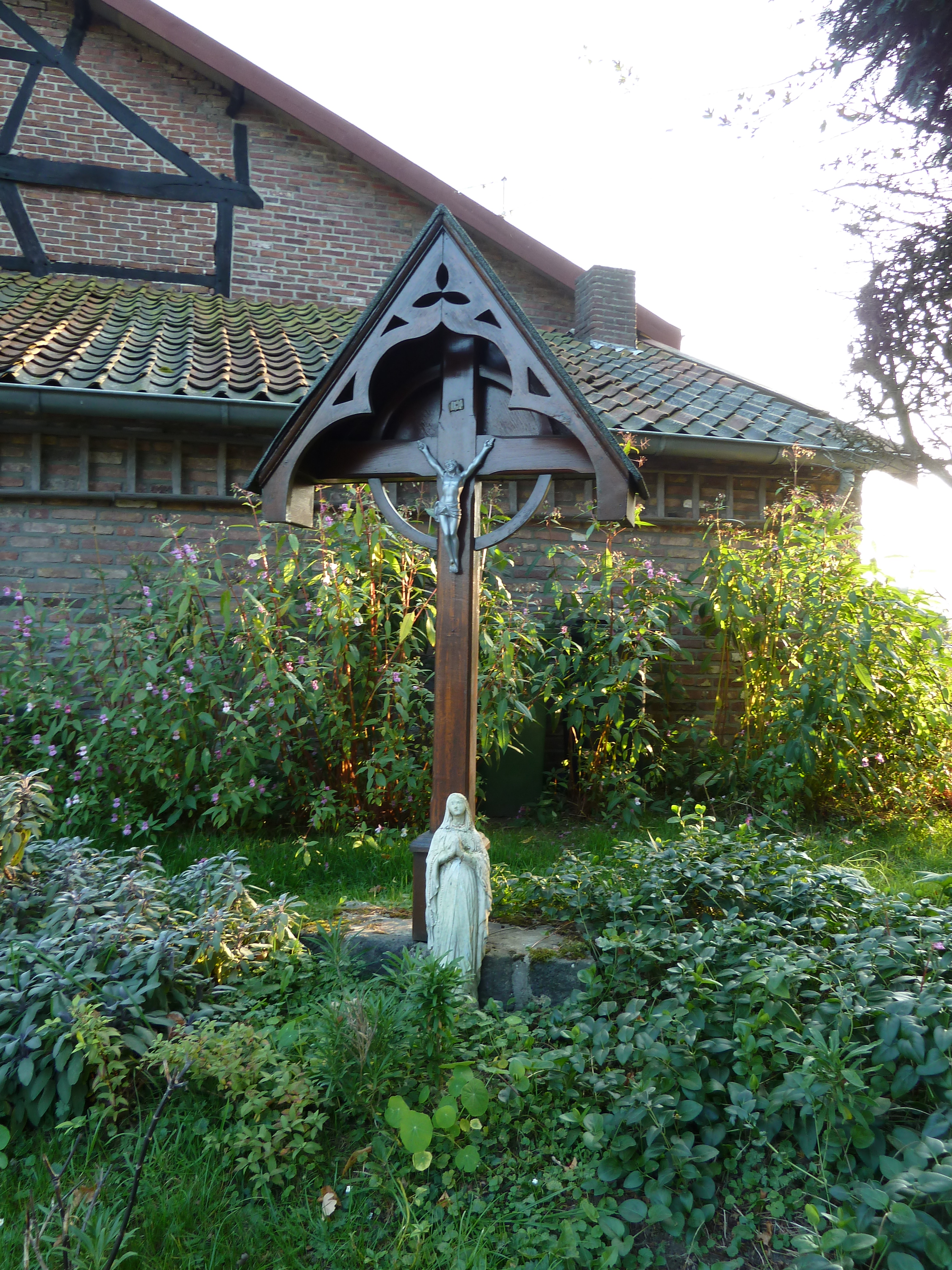
Wegkruis ter hoogte Julianastraat-Beatrixstraat
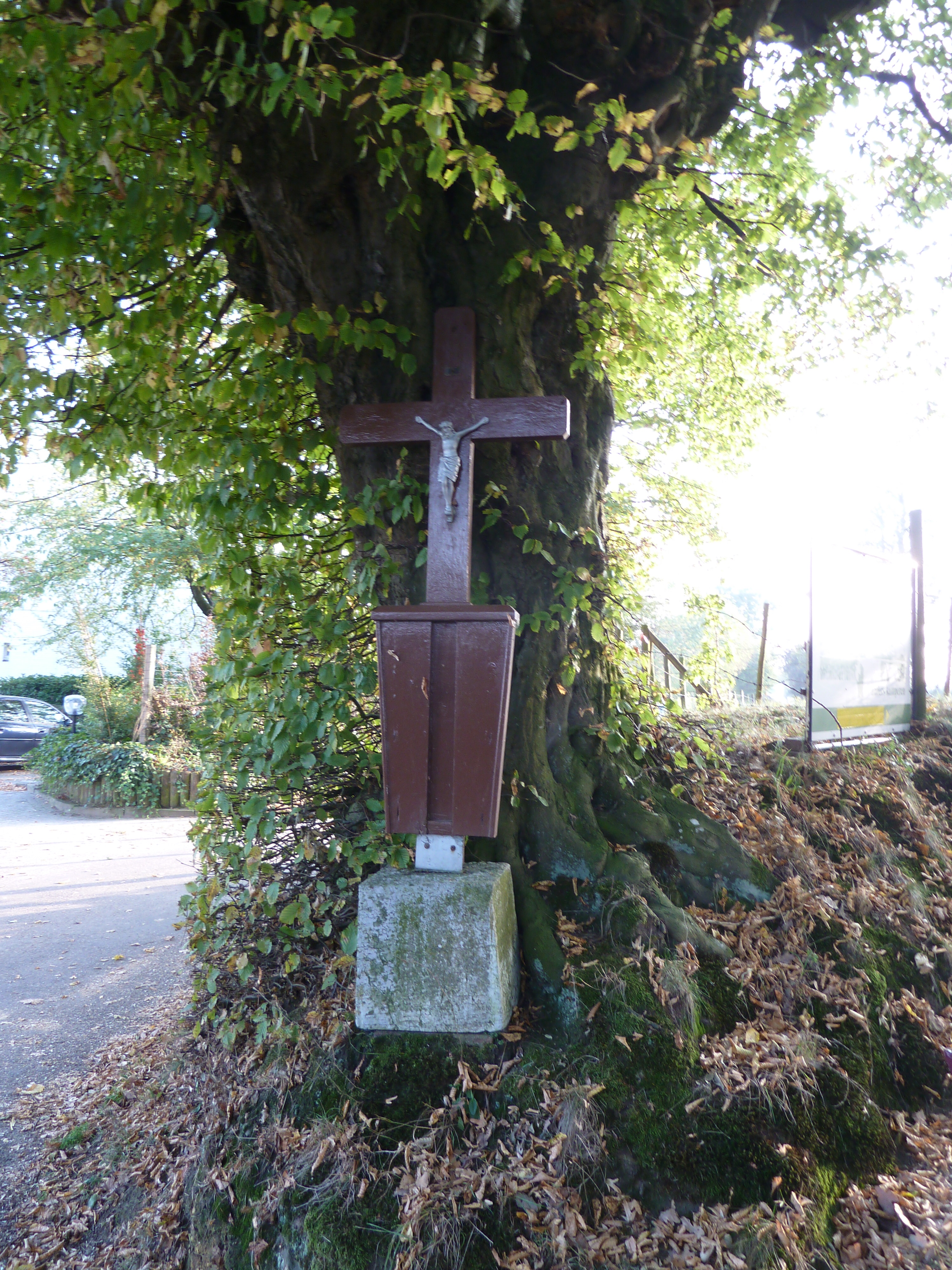
Wegkruis Julianastraat-Oosterberg